# کامو نو مابوچی
کامو نو مابوچی (به ژاپنی: (中根 香亭 Kamo no Mabuchi); ۲۴ آوریل ۱۶۹۷ – ۲۷ نوامبر ۱۷۶۹) زبان‌شناس، شاعر، فیلسوف، و نویسنده اهل ژاپن بود.